# 2008년 한국프로야구 골든글러브
2008년 한국 프로 야구 골든 글러브상 시상식은 2008년 12월 11일 서울 삼성동 코엑스 오디토리움에서 열렸다.
2008년 대한민국 프로 야구에서 3위를 기록하며 8년 만에 포스트시즌에 진출한 롯데 자이언츠가 5명의 수상자를 배출하며 팀 최다 수상 구단이 되었다. 1루수 부문 수상자인 한화 이글스 김태균은 총 346표 중 332표를 얻어 최다 득표 수상자가 되었다.
한편 2008년 한국시리즈 우승 팀인 SK 와이번스는 투수부문 3명을 포함해 총 8명의 골든글러브 수상 후보자를 내었으나, 투수부문의 김광현만이 수상하여 단 한 명의 수상자를 배출하는 데 그쳤다. 지명타자 부문의 홍성흔은 시즌 후 FA로 두산 베어스에서 롯데 자이언츠로 이적하였기 때문에 올 시즌 소속팀이었던 두산이 아닌 롯데 소속으로 수상하였다. 롯데의 카림 가르시아는 외국인 선수로는 9번째로 골든글러브를 수상하는 영예를 얻었다. 두산의 김동주는 시상하면서 수상하는 어이없는 장면이 나왔다.
이 외에 두산 베어스가 3명, 한화 이글스가 1명의 수상자를 배출하였으며, 13년 만에 단 한 명의 수상자도 배출하지 못한 삼성 라이온즈를 비롯해 KIA 타이거즈, LG 트윈스, 히어로즈는 골든글러브 수상자가 없었다. 특히 삼성의 박진만은 유격수 부문에서 롯데의 박기혁에게 단 4표 차이로 밀려나 골든글러브를 수상하지 못했다.

## 부문별 수상자
※ 총 유효표 : 346표
| 부문     | 이름                   | 소속                                  | 득표수            | 여타 후보 (소속팀, 득표 수) |
| -------- | ---------------------- | ------------------------------------- | ----------------- | --- |
| 투수     | 김광현                 | SK 와이번스                           | 272표             | 윤석민(KIA, 44), 류현진(한화, 19), 정우람(SK, 3), 채병용(SK, 3)                                                                                |
| 포수     | 강민호                 | 롯데 자이언츠                         | 245표             | 박경완(SK, 79), 진갑용(삼성, 17), 신경현(한화, 5)                                                                                              |
| 1루수    | 김태균                 | 한화 이글스                           | 332표             | 이숭용(히어로즈, 7), 최동수(LG, 7) |
| 2루수    | 조성환                 | 롯데 자이언츠                         | 192표             | 정근우(SK, 97), 고영민(두산, 54), 박경수(LG, 3)                                                                                                |
| 3루수    | 김동주                 | 두산 베어스                           | 128표             | 최정(SK, 106), 이대호(롯데, 85), 이범호(한화, 20) 박석민(삼성, 5), 정성훈(LG, 2)                                                               |
| 유격수   | 박기혁                 | 롯데 자이언츠                         | 154표             | 박진만(삼성, 150), 나주환(SK, 17), 김민재(한화, 15), 강정호(히어로즈, 10)                                                                      |
| 외야수   | 김현수 가르시아 이종욱 | 두산 베어스 롯데 자이언츠 두산 베어스 | 316표 238표 202표 | 이용규(KIA, 95), 박재홍(SK, 81), 이택근(히어로즈, 28) 김주찬(롯데, 20), 전준호(히어로즈, 17), 이대형(LG, 16) 박한이(삼성, 15), 김원섭(KIA, 10) |
| 지명타자 | 홍성흔                 | 롯데 자이언츠                         | 282표             | 김태완(한화, 40), 양준혁(삼성, 23), 브룸바(히어로즈, 1)                                                                                        |

## 같이 보기
- 대한민국의 프로 야구
- 한국 프로 야구 골든 글러브상